# Schlacht von Brémule
Die Schlacht von Brémule war ein militärischer Zusammenstoß im mittelalterlichen Frankreich zwischen dem französischen König Ludwig VI. dem Dicken und dem englischen König und Herzog der Normandie, Heinrich I. Beauclerc. Die Schlacht ereignete sich am 20. August 1119 im normannischen Vexin auf dem Feld von Brémule, in der Nähe des Ortes Gaillardbois-Cressenville im Département Eure/Region Normandie.

## Vorgeschichte
Im Jahr 1106 besiegte der englische König Heinrich I. Beauclerc in der Schlacht bei Tinchebray seinen älteren Bruder Herzog Robert Kurzhose und vereinte somit das von ihrem Vater, Wilhelm dem Eroberer, geschaffene anglo-normannische Reich wieder unter einer Herrschaft. Heinrich Beauclerc wurde damit auch einer der mächtigsten Herrscher auf dem französischen Festland und trat in Konflikt mit dem französischen Königtum der Kapetinger, deren beanspruchte Oberhoheit über die Normandie er nicht anerkannte.
König Ludwig VI. der Dicke von Frankreich stellte sich der Macht Heinrich Beauclercs entgegen und protegierte Wilhelm Clito als Prätendent auf das normannische Herzogtum. Wilhelm Clito war ein Sohn des von Heinrich Beauclerc verdrängten Herzogs Robert Kurzhose. Der König von Frankreich förderte weiterhin die einsetzende Unzufriedenheit unter den normannischen Baronen, die sich am strengen Regiment Heinrich Beauclercs in der Normandie entzündete. 1118 brach der Aufstand in der Normandie aus, aber Ludwig VI. konnte diesen zunächst nicht unterstützen, der er selbst sich zunächst gegen eine Revolte seiner Vasallen in der Île-de-France erwehren musste. So konnte Heinrich Beauclerc im Winter 1118 in der Normandie anlanden und schrittweise seine Vasallen wieder unterwerfen. Erst im Sommer 1119 war Ludwig VI. in der Lage, sich gegen die Normandie zu wenden.

## Die Schlacht
Ludwig VI. von Frankreich marschierte am 20. August 1119 von der Burg Étampes aus in das normannische Vexin ein, mit Les Andelys als Ziel. Als erster König überhaupt führte er bei einem Kriegszug das Banner der Abtei Saint-Denis mit sich, die Oriflamme. Zur gleichen Zeit befand sich Heinrich Beauclerc mit seinem Heer in der Umgebung von Noyon-sur-Andelle (heute Charleval) mit der Unterwerfung weiterer Rebellen beschäftigt. Kaum in Les Andelys angekommen, marschierte Ludwig VI. umgehend Richtung Noyon-sur-Andelle weiter, um diese Burg zu erobern, ohne zu ahnen das sich sein Feind ganz in der Nähe befand. Er selbst aber wurde von einem normannischen Spähtrupp entdeckt, welcher auf einem Hügel namens Verclives postiert war und sofort Heinrich Beauclerc informierte. Während die Franzosen das Land um Noyon-sur-Andelle verheerten, bezogen die Normannen auf dem bei Verclives gelegenen Feld von Brémule Aufstellung zur Schlacht. Heinrich Beauclerc ließ 400 seiner Ritter absitzen, die er zu einer eng geschlossenen Reihe formierte, nur 100 Ritter ließ er unter dem Kommando von Richard FitzRoy auf ihren Pferden.
Nachdem Ludwig VI. auf die Normannen aufmerksam geworden war, befahl er seinen 400 Rittern den sofortigen Angriff. Die ungeordnete Attacke prallte jedoch nicht nur an der normannischen Phalanx ab, sondern wurde von ihr förmlich aufgerieben. Die zu Fuß kämpfenden Normannen töteten nämlich gezielt die Pferde der Franzosen und nahmen die stürzenden Ritter gefangen. So verlor Ludwig VI. innerhalb kürzester Zeit 80 seiner Ritter. Dieser Verlust versetzte die restlichen französischen Ritter und ihre normannischen Verbündeten in Verunsicherung. Darauf stürzten sich die 100 berittenen Normannen in den Kampf und drängten die Ritter des französischen Königs zur Flucht. König Ludwig VI. selbst wurde im Kampf vom Pferd geworfen, konnte sich aber zu Fuß vom Schlachtfeld retten. Für Heinrich Beauclerc war damit der Sieg vollendet.

## Folgen
Ordericus Vitalis berichtete, dass sich König Ludwig VI. auf seiner Flucht nach Les Andelys allein in einem Wald verirrte. Incognito musste er sich von einem gemeinen Mann, dem er begegnete, nach Les Andelys geleiten lassen. Weiterhin schrieb Vitalis, dass von 900 an der Schlacht beteiligten Rittern nur drei gefallen seien, dafür aber über 150 Ritter des Königs von Frankreich von den Normannen gefangen genommen werden konnten. Die meisten von ihnen wurden bald wieder freigelassen, aber den normannischen Aufrührern, die für Ludwig VI. gekämpft hatten, wurde eine harte Bestrafung zuteil. Sie wurden von Heinrich Beauclerc in strengste Kerkerhaft gelegt, wobei einige daran starben. In der Schlacht verlor Ludwig VI. auch die Oriflamme, die für Heinrich Beauclerc zweihundert Mark Silber wert war, die er dem Ritter zahlte, der sie in der Schlacht erbeutet hatte.
Heinrich Beauclerc selbst konnte mit seinem Sieg die von ihm 1106 wiederhergestellte Einheit der Normandie mit England („anglo-normannisches Reich“) verteidigen, zugleich bedeutete sein Sieg die endgültige Niederwerfung des Aufstandes in der Normandie. Ludwig VI. seinerseits wagte danach keinen Angriff mehr auf die Normandie, sein Schützling Wilhelm Clito musste jede Ambitionen auf eine Rückgewinnung des Herzogtums seines Vaters aufgeben.
Der Sieg Heinrich Beauclercs forderte allerdings auch von ihm einen hohen Tribut. Nachdem die Normandie wieder befriedet war, beabsichtigte er zusammen mit seiner Familie nach England zurückzukehren. Doch am 25. November 1120 lief vor dem Hafen von Barfleur das „Weiße Schiff“ auf einen Felsen und sank. Dabei ertrank unter anderem  Heinrichs einziger legitim geborener Sohn und Thronfolger William Ætheling. Der Versuch, seiner Tochter Mathilde die Krone zu sichern, scheiterten nach dem Tod des Königs, was zu einem 20-jährigen Erbfolgekrieg in England führte.